# Claudia Álvarez
Claudia Álvarez Ocampo (Ciudad de México, México, 6 de octubre de 1981) es una actriz mexicana.

## Carrera
Álvarez inició en comerciales de televisión; más tarde ingresó a la Universidad donde estudió publicidad para dejarla poco después para dedicarse de lleno a la actuación en un papel secundario en la telenovela Mirada de mujer, el regreso.
En 2004 trabajó en la telenovela de Azteca Trece, Las Juanas, en donde interpretó a Juana Prudencia Matamoros. 
Luego de esto hizo su primer papel antagónico llamado Sofía en la telenovela del Canal Caracol y TV Azteca, Amores cruzados, compartiendo créditos con Ana Lucía Domínguez y Patricia Vásquez.
En 2007 protagoniza la telenovela Bellezas indomables junto con Yahir.
Para 2009 obtiene el rol antagónico en la telenovela Pobre Diabla junto a Alejandra Lazcano y Cristóbal Lander y siendo esta su última telenovela en TV Azteca.
En 2011 firma con Televisa y se une al elenco de la serie de El equipo, compartiendo créditos con Zuria Vega y Alberto Estrella.
Ese mismo año en manos de Emilio Larrosa interpretó a Adela en la telenovela Dos hogares, con Anahí Puente y Carlos Ponce.
En 2012 actúa en Porque el amor manda, dando vida a Verónica Hierro, con Fernando Colunga y Blanca Soto como la antagonista de la historia.
En 2014 trabaja en Hasta el fin del mundo, junto a David Zepeda.
En 2015 protagoniza la telenovela Simplemente María, junto a Ferdinando Valencia y José Ron.
En 2017 protagoniza de nueva cuenta En tierras salvajes, junto a Cristián de la Fuente.
En 2020 protagonizó Vencer el desamor donde dio vida a Ariadna López y compartió créditos con David Zepeda, Daniela Romo, Altair Jarabo y Juan Diego Covarrubias.

## Filmografía

### Televisión
| Año       | Nombre                      | Papel                                     |
| --------- | --------------------------- | ----------------------------------------- |
| 2003      | Mirada de mujer, el regreso | Luciana                                   |
| 2003      | Un nuevo amor               | Cecilia                                   |
| 2004-2005 | Las Juanas                  | Juana Prudencia Matamoros                 |
| 2006-2007 | Amores cruzados             | Sofía Narváez Echeverría                  |
| 2007-2008 | Bellezas indomables         | María Fernanda «Mafe» Urquillo / Patricia |
| 2007-2008 | Se busca un hombre          | Loreto Reigadas                           |
| 2009-2010 | Pobre diabla                | Santa Olivares Madrigal                   |
| 2011      | El equipo                   | Pilar                                     |
| 2011      | Dos hogares                 | Adela Arizmendi                           |
| 2012-2013 | Porque el amor manda        | Verónica Hierro                           |
| 2014-2015 | Hasta el fin del mundo      | Alexa Ripoll Bandy                        |
| 2015-2016 | Simplemente María           | María Flores Ríos                         |
| 2017      | En tierras salvajes         | Isabel Montalbán de Otero                 |
| 2020-2021 | Vencer el desamor           | Ariadna López Hernández de Falcón         |
| 2021      | Vencer el pasado            | Ariadna López Hernández de Falcón         |
| 2022      | Reputación dudosa           | Dolores Zafra                             |
| 2022      | Mi camino es amarte         | Olivia                                    |
| 2024      | Un buen divorcio            | Mónica Rionda                             |
| 2024      | Las hermana Guerra          | Antonia Guerra                            |

### Cine
| Año  | Nombre                                          | Papel               | Dirección   |
| ---- | ----------------------------------------------- | ------------------- | ----------- |
| 2013 | No sé si cortarme las venas o dejármelas largas | La chica de mudanza | Manolo Caro |

### Videos musicales
- Simplemente tú - Cristian Castro.
- Doy un paso atrás - Samo
- De tu voz - Mariana Vega
- Tu nombre - Dan Masciarelli
- Una sonrisa - Jaime Kohen

### Teatro
- Los Monólogos de la Vagina[15]
- No se si cortarme las venas o dejármelas largas
- Extraños en un tren

## Premios y nominaciones
| Año  | Premio                      | Categoría                | Trabajo por nominación | Resultado |
| ---- | --------------------------- | ------------------------ | ---------------------- | --------- |
| 2012 | Premios TVyNovelas (México) | Mejor actriz juvenil     | Dos hogares            | Nominada  |
| 2013 | Premios People en Español   | Mejor villana            | Porque el amor manda   | Nominada  |
| 2014 | Premios TVyNovelas (México) | Mejor villana            | Porque el amor manda   | Nominada  |
| 2017 | Premios TVyNovelas (México) | Mejor actriz protagónica | Simplemente María      | Nominada  |

### Premios Bravo
| Año  | Categoría           | Obra                | Resultado |
| ---- | ------------------- | ------------------- | --------- |
| 2013 | Revelación Femenina | Extraños en un tren | Ganadora  |

### La Agrupación de Críticos y Periodistas de Teatro (ACPT)
| Año  | Categoría        | Obra                | Resultado |
| ---- | ---------------- | ------------------- | --------- |
| 2014 | Mejor Dama Joven | Extraños en un tren | Ganadora  |